# Општина Карашево
Општина Карашево (рум. Comuna Caraşova) је општина у жупанији Караш-Северин у Румунији.  Према попису из 2021. године у општини је било 2.529 становника. Седиште општине је насеље Карашево.
Oпштина се налази на надморској висини од 376 м. Простире се на површини од 143,51 .

## Насељена места
Општина се састоји из три насељена места: Јабалче, Карашево и Нермиђ.
| Насеље           | Румунски назив | Број становника | Број становника | Број становника | Број становника |
| Насеље           | Румунски назив | 1992.           | 2002.           | 2011.           | 2021.           |
| ---------------- | -------------- | --------------- | --------------- | --------------- | --------------- |
| Јабалче          |                | 277             | 227             | 234             | 192             |
| Карашево         |                | 2.629           | 2.437           | 2.341           | 1891            |
| Нермиђ           |                | 644             | 596             | 535             | 446             |
| Општина Карашево |                | 3.550           | 3.260           | 3.110           | 2.529           |

## Становништво
Према попису из 2021. године, у општини Карашево живело је 2.529 становника што је за 581 мање (-18,68%) у односу на претходни попис 2011. године када је било 3.110 становника. Већину становништва представљају Хрвати који чине 86,48% становништва. Једна је од две општине (поред општине Лупак) у Румунији у којој већинско становништво чине Хрвати.
| Етнички састав према попису из 2021. године‍ | Етнички састав према попису из 2021. године‍ | Етнички састав према попису из 2021. године‍ | Етнички састав према попису из 2021. године‍ | Етнички састав према попису из 2021. године‍ |
| ------------------------------------------- | ------------------------------------------- | ------------------------------------------- | ------------------------------------------- | ------------------------------------------- |
|                                             |                                             |                                             |                                             |                                             |
| Хрвати                                      | Хрвати                                      |                                             | 2.187                                       | 86,48%                                      |
| Румуни                                      | Румуни                                      |                                             | 159                                         | 6,29%                                       |
| Роми                                        | Роми                                        |                                             | 52                                          | 2,06%                                       |
| Срби                                        | Срби                                        |                                             | 9                                           | 0,36%                                       |
| Мађари                                      | Мађари                                      |                                             | 7                                           | 0,28%                                       |
| Немци                                       | Немци                                       |                                             | 3                                           | 0,12%                                       |
| Непознато                                   | Непознато                                   |                                             | 112                                         | 4,43%                                       |

Према попису становништва из 2011. године у општини је живело 3.110 становника, а већину становништва су чинили Карашевци, етничка група српског говорног подручја, који се углавном декларишу као Хрвати, а мањи део као Карашевци и Срби.
| Етнички састав према попису из 2011. године‍ | Етнички састав према попису из 2011. године‍ | Етнички састав према попису из 2011. године‍ | Етнички састав према попису из 2011. године‍ | Етнички састав према попису из 2011. године‍ |
| ------------------------------------------- | ------------------------------------------- | ------------------------------------------- | ------------------------------------------- | ------------------------------------------- |
|                                             |                                             |                                             |                                             |                                             |
| Хрвати (Карашевци)                          | Хрвати (Карашевци)                          |                                             | 2.380                                       | 76,5%                                       |
| Румуни                                      | Румуни                                      |                                             | 246                                         | 7,9%                                        |
| Роми                                        | Роми                                        |                                             | 172                                         | 5,5%                                        |
| Срби                                        | Срби                                        |                                             | 23                                          | 0,7%                                        |
| Остали                                      | Остали                                      |                                             | 206                                         | 6,6%                                        |